# Пархатова, Рано Марупжановна
Ра́но Па́рха́това (22 июля 1992, Алматы, Казахстан) — казахстанская боксёрка. Двукратная чемпионка Казахстана (2009, 2015 г). Призёр Кубка мира среди нефтяных стран — (2012, 2014 г). Чемпионка множества международных турниров. Чемпионка Спартакиады (2015 г). Мастер Спорта Республики Казахстан.

## Биография
Боксерша национальной сборной Республики Казахстан Рано Пархатова родилась 22 июля 1992 года в селе Чунджа, Алматинской области.
Воспитанница «Специализированной школы высшего спортивного мастерства» ГККП города Алматы.
Тренер — Долкунжан Камеков.
Свой первый боксёрский поединок провела в 17 лет. В 2009 году впервые стала чемпионкой Казахстана среди любителей.
В 2015 году окончила Казахский Национальный университет имени Абая. Учёная степень - бакалавр.
По данным на 2017 год, учиться в Казахской Академии спорта и туризма.
Участница Чемпионата Азии по боксу среди женщин 2015 в Китае.

## Бокс
Мастер Спорта Республики Казахстан.
Звание <<ЕҢ ҮЗДІК БОКСШЫ>> досталось Пархатовой в 2011 году
В конце 2017 года один из крупнейших и ведущих в сфере медиа в Казахстане
Акционерное общество «Казконтент»- который занимается развитием государственного интернет-ресурса, на сайте el.kz расположили Пархатову на 4 месте в проекте  “ТОП-5. Қазақстанның ең көрікті боксшы қыздары”.

## Карьера
Пархатова выиграла Кубок мира по боксу среди нефтяных стран, посвященный памяти первооткрывателя нефти в Сибири Фармана Салманова. Соревнования проходили в городе Белоярский Ханты-Мансийского автономного округ. До 51 кг 2012 гг.
Обладательница золотой медали 
Двукратная победительница в весе 54 и чемпионка международного турнира честь памяти генерала армии Сагадата Нурмагамбетова.
В 2014 году в системе федерации сборной страны уже сменив весовую категории на 54 кг была титулована бронзой Кубка мира по боксу среди нефтяных стран, посвященный памяти первооткрывателя нефти в Сибири Ф.Салманова. Соревнования так же проходили в городе Белоярский Ханты-Мансийского автономного округа.
В рамках Республиканской Спартакиады 2015 года, где за медали боролись 82, спортсменок Рано Пархатова стала первой и завоевала золото в весовой категории 54 кг.
Многократная  чемпионка  международных турниров  России и Германии а так же стран СНГ.

## Личная жизнь
Старший брат - Пархатов Саид. Чемпион и мастер спорта Республики Казахстан по ушу-саньда.
Пархатова медийная личность и входит в ТОП-10 известных спортсменов женщин в Казахстане.
С 2017 года сотрудничает с звукозаписывающей компанией fiftywan Incorporated),
Так же Рано, рекламирует товарный знак “NK BRAND” который принадлежит двукратной чемпионке мира по боксу Назым Кызайбай.